# Malvaviscus concinnus
Malvaviscus concinnus är en malvaväxtart som beskrevs av Carl Sigismund Kunth. Malvaviscus concinnus ingår i släktet Malvaviscus och familjen malvaväxter. Inga underarter finns listade i Catalogue of Life.